# SF9
SF9 (hangul: 에스에프나인) är ett sydkoreanskt pojkband bildat 2016 av FNC Entertainment.
Gruppen består av de nio medlemmarna Inseong, Youngbin, Jaeyoon, Dawon, Zuho, Rowoon, Taeyang, Hwiyoung och Chani.

## Medlemmar
| Artistnamn   | Artistnamn | Födelsenamn    | Födelsenamn | Födelsedatum     |
| Romanisering | Hangul     | Romanisering   | Hangul      | Födelsedatum     |
| ------------ | ---------- | -------------- | ----------- | ---------------- |
| Inseong      | 인성       | Kim In-seong   | 김인성      | 12 juli 1993     |
| Youngbin     | 영빈       | Kim Young-bin  | 김영빈      | 23 november 1993 |
| Jaeyoon      | 재윤       | Lee Jae-yoon   | 이재윤      | 9 augusti 1994   |
| Dawon        | 다원       | Lee Sang-hyuk  | 이상혁      | 24 juli 1995     |
| Zuho         | 주호       | Baek Ju-ho     | 백주호      | 4 juli 1996      |
| Rowoon       | 로운       | Kim Seok-woo   | 김석우      | 7 augusti 1996   |
| Taeyang      | 태양       | Yoo Tae-yang   | 유태양      | 28 februari 1997 |
| Hwiyoung     | 휘영       | Kim Young-kyun | 김영균      | 11 maj 1999      |
| Chani        | 찬희       | Kang Chan-hee  | 강찬희      | 17 januari 2000  |

## Diskografi

### Album
| Albuminformation                                                  | Topplacering          | Topplacering   | Topplacering |     |
| Albuminformation                                                  | Sydkorea (Gaon Chart) | Japan (Oricon) | USA          |     |
| ----------------------------------------------------------------- | --------------------- | -------------- | ------------ | --- |
| Feeling Sensation (Singelalbum) - Släppt: 5 oktober 2016          | 6                     | –              | –            |     |
| Burning Sensation (EP-skiva) - Släppt: 6 februari 2017            | 3                     | 92             | 6            |     |
| Breaking Sensation (EP-skiva) - Släppt: 18 april 2017             | 7                     | 106            | 5            |     |
| Knights of the Sun (EP-skiva) - Släppt: 12 oktober 2017           | 4                     | –              | 7            |     |
| Mamma Mia! (EP-skiva) - Släppt: 26 februari 2018                  | 3                     | –              | 10           |     |
| Sensuous (EP-skiva) - Släppt: 31 juli 2018                        | 3                     | 31             | 10           |     |
| Japanska                                                          |                       |                |              |     |
| Fanfare (Singelalbum) - Släppt: 7 juni 2017                       | —                     | 6              | –            |     |
| Easy Love (Singelalbum) - Släppt: 2 augusti 2017                  | —                     | 5              | –            |     |
| Sensational Feeling Nine (Studioalbum) - Släppt: 13 december 2017 | —                     | 7              | –            |     |
| Mamma Mia! (Singelalbum) - Släppt: 23 maj 2018                    | —                     | 4              | –            |     |
| Now or Never (Singelalbum) - Släppt: 31 oktober 2018              | TBA                   | TBA            | TBA          | TBA |

### Singlar
| År        | Titel                          | Topplacering          |
| År        | Titel                          | Sydkorea (Gaon Chart) |
| --------- | ------------------------------ | --------------------- |
| 2016      | "Fanfare" (팡파레)             | —                     |
| 2016      | "So Beautiful" (너와 함께라면) | —                     |
| 2017      | "Roar" (부르릉)                | —                     |
| 2017      | "Easy Love" (쉅다)             | —                     |
| 2017      | "O Sole Mio" (오솔레미오)      | —                     |
| 2018      | "Mamma Mia"                    | —                     |
| 2018      | "Now or Never"                 | —                     |
| Japanska  |                                |                       |
| 2017      | "Fanfare"                      | —                     |
| 2017      | "Roar"                         | —                     |
| 2017      | "Easy Love"                    | —                     |
| 2017      | "O Sole Mio"                   | —                     |
| 2018      | "Mamma Mia"                    | —                     |
| 2018      | "Now or Never"                 | —                     |
| Kinesiska |                                |                       |
| 2016      | "Fanfare"                      | —                     |
| 2017      | "Still My Lady"                | —                     |
| 2017      | "Easy Love"                    | —                     |
| 2017      | "O Sole Mio"                   | —                     |
| 2018      | "Mamma Mia"                    | —                     |
| 2018      | "Now or Never"                 | —                     |